# Oxyeleotris selheimi
Oxyeleotris selheimi är en fiskart som först beskrevs av Macleay, 1884.  Oxyeleotris selheimi ingår i släktet Oxyeleotris och familjen Eleotridae. Inga underarter finns listade i Catalogue of Life.